# Jill Kelly
Jill Kelly, nome artístico de Adrianne Diane Moore, (Pomona, Califórnia, 1 de fevereiro de 1971) é uma actriz e produtora de filmes pornográficos estadunidense.

## Biografia
Começou a fazer filmes no ano de 1993 e fez até hoje cerca de 420 filmes (excluindo coletâneas e participações sem sexo) e por volta de 40 como diretora. Tem uma produtora de filmes pornô que se chama Jill Kelly Productions. Está atualmente no seu terceiro casamento. Jill Kelly é considerada uma das maiores pornstars de sempre.

## Filmografia parcial
- 100% Interracial # 1
- American Perverse # 5
- Anal Attitude
- Anal Princess # 1
- Ass Masters # 11
- Blowjob Adventures Of Dr. Fellatio # 4, # 9, # 15
- Booty Duty # 6, # 7
- California Cocksuckers # 4
- Flashpoint
- Lip Stick
- Liquid Lust # 2
- Nasty Nymphos # 15
- Oral Obsession # 2: Phone Booth
- Perverted Women
- Pickup Lines # 2, # 3, # 7, # 24, # 26, # 31, # 36
- Hot Bods & Tail Pipe 10

## Prêmios

### AVN(Adult Video News)
- 1999 - Melhor na Categoria "Couples Sex Scene" - Video - Dream Catcher (ao lado de Eric Price)
- 1997 - Melhor Cena de Lesbianismo - Filme - Dreams of Desire (ao lado de Melissa Hill)
- 1996 - Melhor Cena de Lesbianismo - Video - Takin' It to the Limit # 6  (ao lado de Traci Allen, Careena Collins, Felecia, e Misty Rain)
- Hall da Fama

### XRCO(X-Rated Critics Organization)
- 1997 - Performance Feminina do Ano
- 1995 - Melhor Cena de Lesbianismo - Takin' It To The Limit # 6 (ao lado de Traci Allen, Careena Collins, Felecia, E Misty Rain)

### Outros
- 1998 - Hot d'or (França) - Melhor Atriz - Exile